# Rivière Ovide
Ne doit pas être confondu avec Rivière Novide.
Pour les articles homonymes, voir Ovide.
La rivière Ovide est un affluent de rivière à l'Ours, coulant successivement dans le territoire non organisé de Lac-Ashuapmushuan, dans les municipalités de Sainte-Hedwidge et de Saint-Prime, dans la municipalité régionale de comté (MRC) de Le Domaine-du-Roy, dans la région administrative de Saguenay–Lac-Saint-Jean, dans la province de Québec, au Canada.
La vallée de la rivière Ovide est desservie par des routes forestières.
La sylviculture constitue la principale activité économique de cette vallée, ainsi que les activités récréotouristiques dans la zone de la Zec de la Lièvre.
La surface de la rivière Ovide est habituellement gelée du début de décembre à la fin mars, sauf les zones de rapides; toutefois la circulation sécuritaire sur la glace se fait généralement de la mi-décembre à la mi-mars.

## Géographie
La rivière Ovide tire sa source d'un lac sauvage (longueur: 0,22 km; altitude: 303 m) non identifié, entouré de marais, dans la Zec de la Lièvre dans le territoire non organisé de Lac-Ashuapmushuan. L'embouchure de ce petit lac est située à:
- 13,0 km au sud du centre-ville de Saint-Félicien;
- 15,6 km au sud-ouest du centre-ville de Saint-Prime;
- 16,9 km au sud-ouest de l'embouchure de la rivière Ashuapmushuan;
- 5,6 km au sud-ouest de l'embouchure de la rivière Ovide[3].

À partir de l'embouchure du lac de tête, la rivière à l'Ours coule sur 12,7 km avec une dénivellation de 125 m surtout en zone forestière, selon les segments suivants:
- 1,1 km vers le sud-ouest, courbant vers le sud, jusqu'à la décharge (venant de l'ouest) d'un petit lac entouré de marais;
- 6,2 km vers l'est d'abord en zone de marais, puis en formant une boucle vers le sud, et entre dans Saint-Prime où il recueille un ruisseau (venant du sud), puis entre dans Sainte-Hedwidge, jusqu'à un coude de rivière. Note: Le parcours dans Saint-Hedwidge n'est qu'environ de 0,244 km;
- 2,6 km vers le nord en retournant dans Saint-Prime, en courbant vers le nord-est en recueillant un ruisseau (venant du sud-est), jusqu'à la décharge du ruisseau de la Ditche (venant de l'ouest);
- 5,8 km d'abord vers le nord, puis vers le nord-ouest en formant une petite boucle vers le sud, jusqu’à son embouchure[3].

La rivière Ovide se déverse dans un coude de rivière sur rive sud-est de la rivière à l'Ours, soit juste en aval de séries de rapides. Cette confluence est située à:
- 7,7 km au nord-est du centre-ville de Saint-Félicien;
- 10,8 km au sud-ouest du centre-ville de Saint-Prime;
- 11,6 km au sud-ouest de l'embouchure de la rivière Ashuapmushuan;
- 62,1 km sud-ouest du centre-ville d'Alma[3].

À partir de l’embouchure de la rivière Ovide, le courant descend successivement le cours de la rivière à l'Ours sur 16 km vers le nord, puis le nord-est; la rivière Ashuapmushuan vers le sud-est sur 7,3 km; puis traverse le lac Saint-Jean vers l'est sur 41,1 km (soit sa pleine longueur), emprunte le cours de la rivière Saguenay via la Petite Décharge sur 172,3 km vers l'est jusqu’à Tadoussac où il conflue avec l’estuaire du Saint-Laurent.

## Toponymie
Le terme "Ovide" s'avère un prénom et un patronyme de famille.
Le toponyme « rivière Ovide » a été officialisé le 11 mai 1976 à la Banque des noms de lieux de la Commission de toponymie du Québec.